# Puellas
Puellas (en catalán: les Puelles) es una localidad perteneciente al municipio de Agramunt, en la provincia de Lérida, comunidad autónoma de Cataluña, España.

## Historia
La localidad tiene su origen en el castillo de las Puellas, y el núcleo actual se formó alrededor del siglo XVIII.
Puellas tuvo su propio ayuntamiento hasta 1857, momento en el cual se creó el municipio de Doncell y al que se unió. Finalmente, en 1970 pasó a formar parte del municipio de Agramunt.

## Fiestas
El día 20 de enero tiene lugar la fiesta de San Sebastián, y el primer fin de semana de cada mes de agosto, la de Santo Domingo.